# 13 Półbrygada Legii Cudzoziemskiej

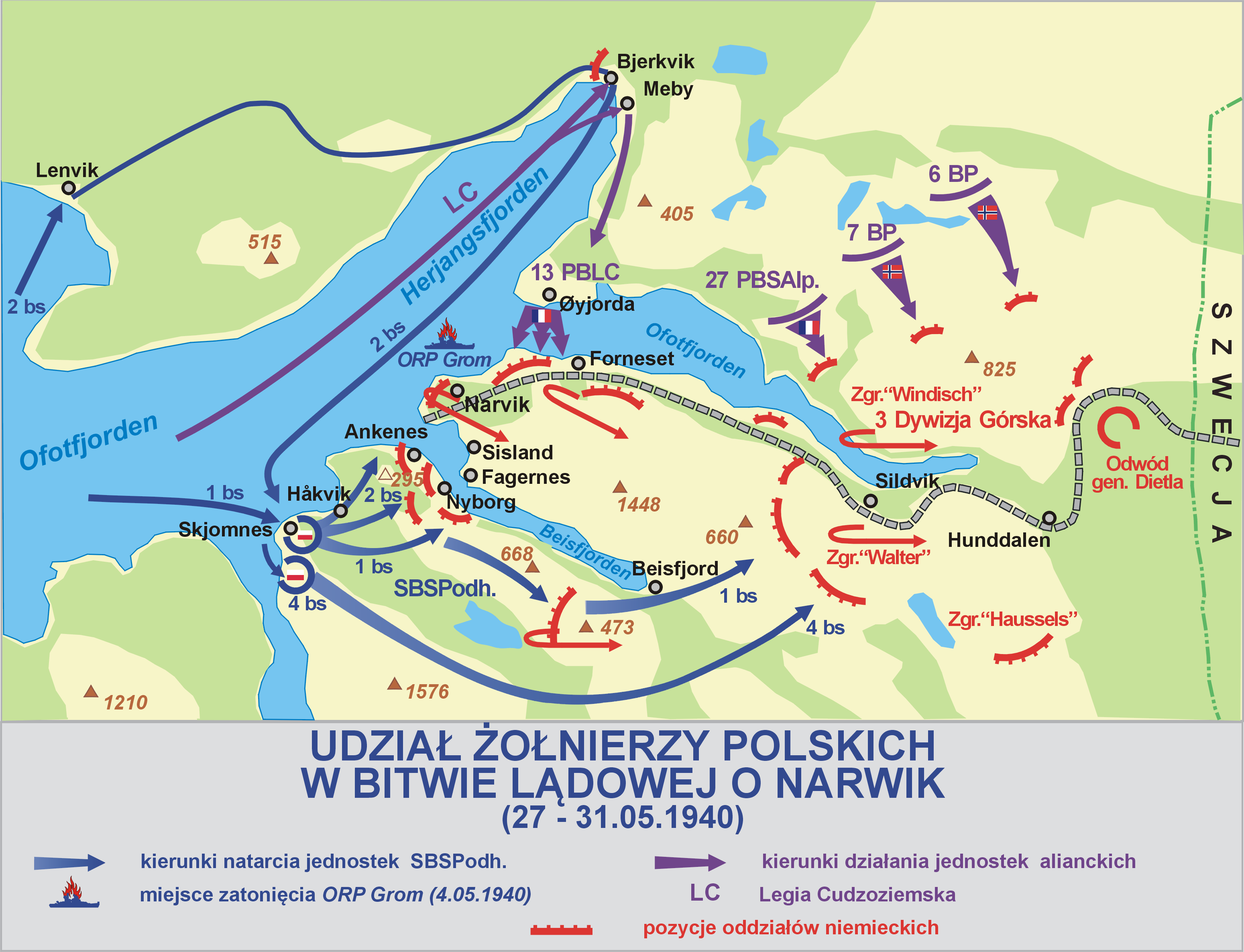

13 Półbrygada Legii Cudzoziemskiej – (fr. 13ème demi-brigade de Légion Étrangère) – jednostka Legii Cudzoziemskiej. Utworzona 20 stycznia 1940 roku. Stacjonująca w Zjednoczonych Emiratach Arabskich do czerwca 2016 roku.
Obecnie stacjonuje we Francji jako pułk piechoty w miejscowości La Cavalerie w obozie wojskowym Larzac (na terenie Causse du Larzac).

## Skład 13 półbrygady (stan w 2017)

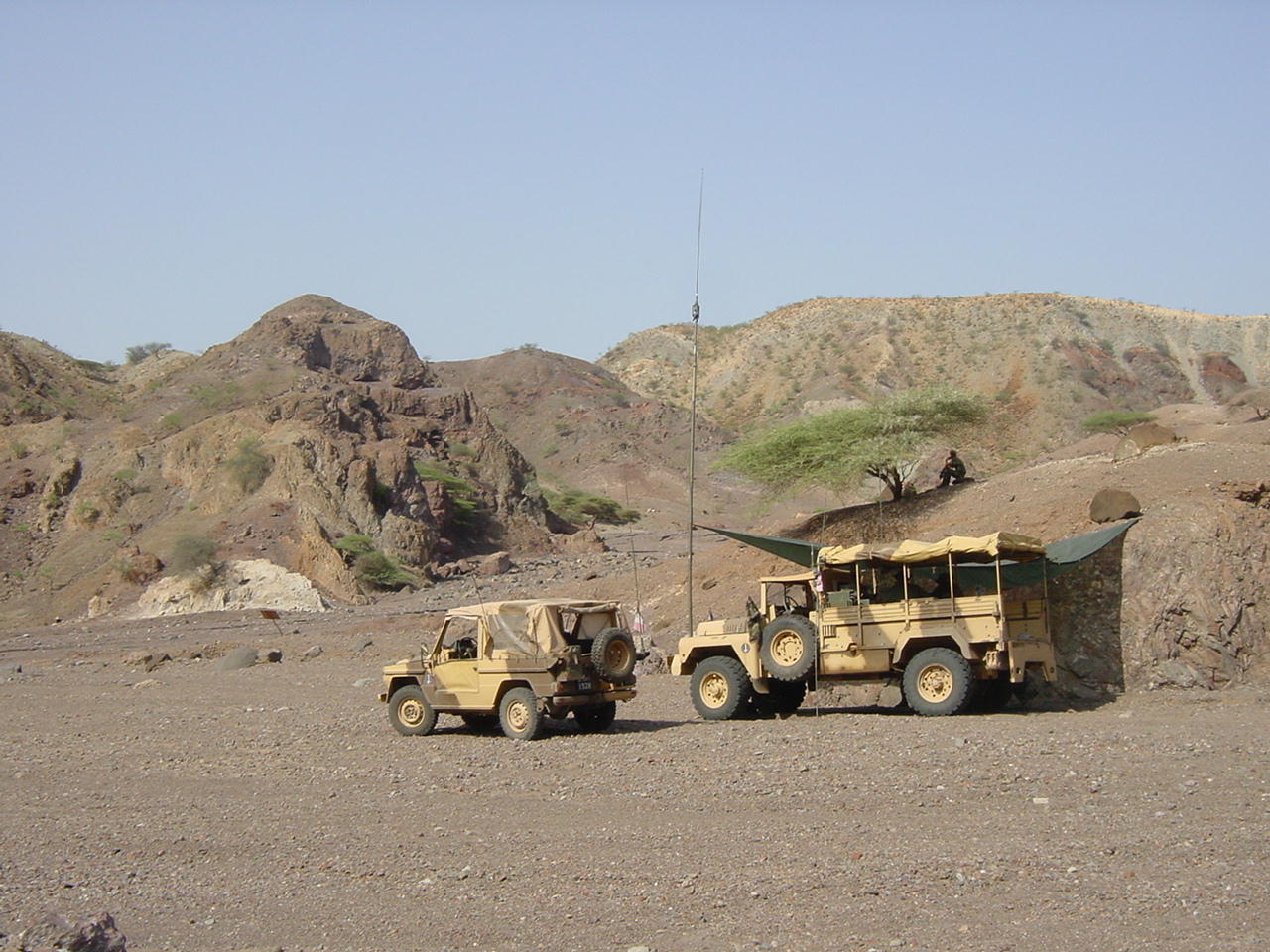

- kompania dowodzenia i logistyki (Compagnie de Commandement et de Logistique)
- 1 kompania bojowa
- 2 kompania bojowa
- 3 kompania bojowa
- 4 kompania bojowa

## Historia
- Utworzenie 20 stycznia 1940 w Sidi Bel Abbes w Algierii z części kadry 1 Pułku Legii Cudzoziemskiej. Swój szlak bojowy brygada rozpoczęła w Narwiku, gdzie walczyła wraz z SBSP i oddziałami brytyjskimi w obronie Norwegii.
- Ostatecznie stacjonuje we Francji po raz pierwszy od 1941 roku.

## Szlak bojowy
- Narwik 1940
- Dakar 1940
- Gabon 1940
- Erytrea 1941
- Syria, Liban 1941
- Bir Hakeim, Libia, El Alamein, Egipt 1942
- Tunezja 1942–1943
- Włochy 1943–1944
- Francja 1944
- Indochiny 1946–1955 (Hòa Bình, Dien Bien Phu)
- Algieria 1955–1962
- 1962 – przeniesienie „13” do Dżibuti
- 2011 – przeniesienie „13” do Zjednoczonych Emiratów Arabskich

## Operacje pokojowe
- uczestnictwo w operacjach ORYX i ONOSUM II w Somalii (1992–1993)
- ISKOUTIR 1993-1995 i TURQUOISE (1994) w Rwandzie
- UNICORN w WKS (2002)
- operacja humanitarana BERYX w Indonezji po tsunami w 2005

## Odznaczenia

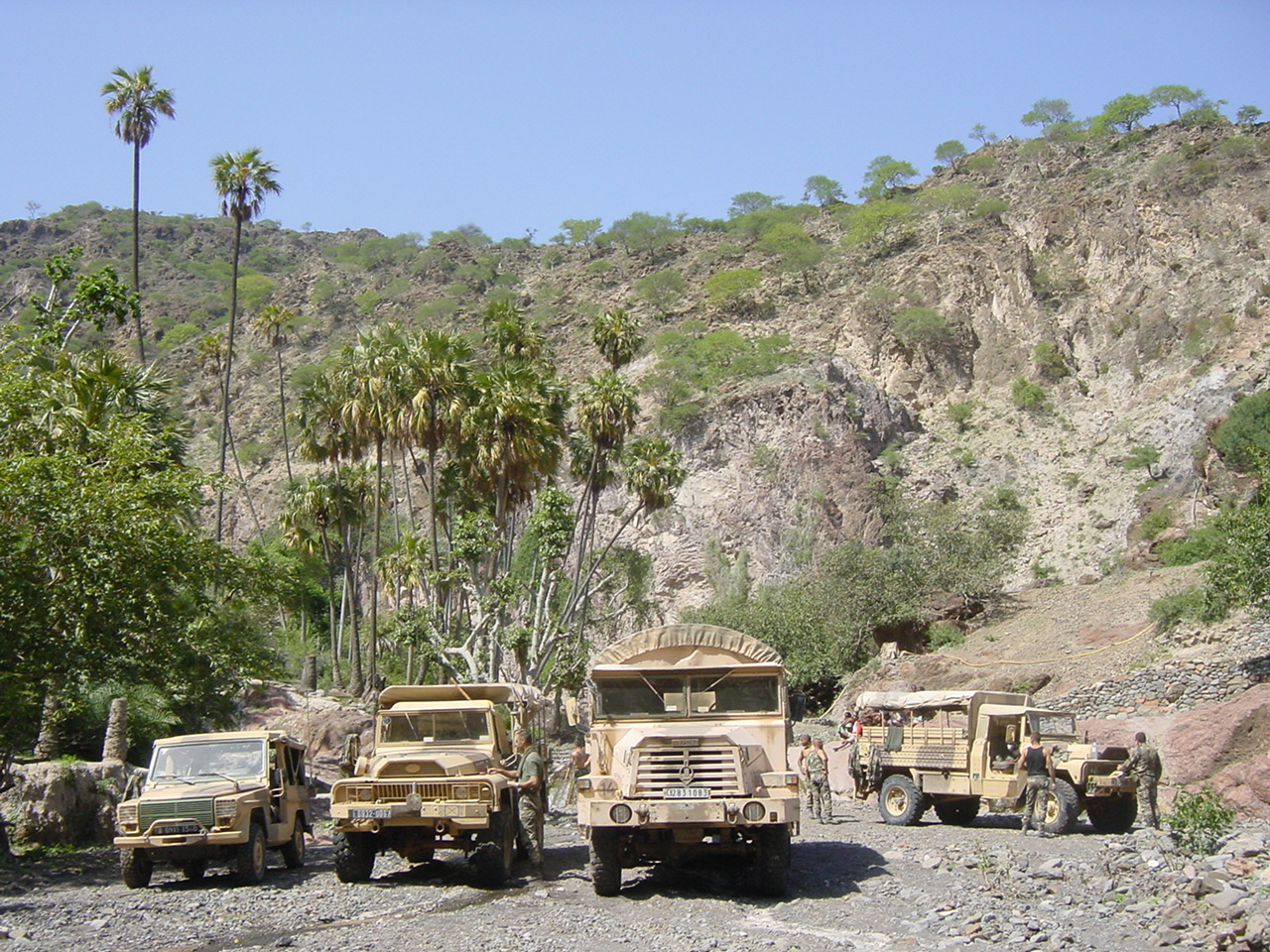

- Krzyż Wojenny 1939–1945 z czterema palmami
- Krzyż Wojenny TOE z czterema palmami
- Krzyż norweski z mieczami
- Odznaczenie Powstańcze
- Order Wyzwolenia
- Medal Wojenny

## Dowódcy 13 DBLE
- Raoul Magrin-Vernerey
- Alfred Cazoud, 16 września 1940 – 30 września 1941
- Dimitri Amilakvari, 1 października 1941 – 24 października 1942 (zginął podczas Drugiej bitwy pod El Alamein)
- Gabriel Bablon, 24 października 1942 – 16 października 1944
- Paul Arnault, 17 października 1944 – 24 marca 1945
- Bernard Saint-Hiller, 25 marca 1945 – 31 grudnia 1945
- Gabriel Bablon, 1 stycznia 1946 – 20 sierpnia 1946
- Gabriel Brunet de Sairigné, 21 sierpnia 1946 – 3 marca 1948 (zginął w czasie „Route de Dalat” w Indochinach)
- Paul Arnaud, 4 marca 1948 – 31 marca 1949
- Clement Morel
- Guigard
- Jules Gaucher (zginął w bitwie pod Dien Bien Phu)
- Lemeunier, 19 marca 1954 – 12 maja 1954 (wzięty do niewoli przez Việt Minh po upadku Dien Bien Phu)
- Rossi
- Marguet, 30 kwietnia 1956 – 5 stycznia 1957
- Sanges
- Roux, 8 grudnia 1958 – 6 lutego 1961
- Vaillant
- Dupuy de Querezieux, 11 czerwca 1961 – 23 sierpnia 1962
- Lacote
- Geoffrey, 13 maja 1965 – 13 czerwca 1968
- Foureau
- Buonfils, 14 stycznia 1970 – 17 czerwca 1972
- Pêtre
- Lardry, 12 sierpnia 1974 – 15 sierpnia 1976
- Jean-Claude Coullon
- Gillet, 17 czerwca 1978 – 16 sierpnia 1980
- Loridon
- Vialle, 19 sierpnia 1982 – 16 sierpnia 1984
- Rideau
- Champeau, 31 lipca 1986 – 30 lipca 1988
- Le Flem
- Emmanuel Beth, 1996–1998
- Debleds, 1998–2000
- Jean Maurin, 2000–2002
- Chavancy, 2002–2004
- Henri Billaudel, 2004–2006
- Marchand, 2006–2008
- Burkhard, 2008–2010
- Cyril Youchtchenko, 2010–2011
- Tony Maffeis, 2011

## Dewiza
More Majorum i Honneur et fidelite
(Honor i wierność, dewiza Legii)

## Pieśń
„Sous le soleil brûlant d'Afrique”